# Kill Time Communication
Kill Time Communication (яп. キルタイムコミュニケーション, KTC) — японское издательство, выпускающее порнографические журналы, эротические романы (лайт-новел) и артбуки, хентайную мангу. Компания возникла в 1995 году. Её возглавляет Сидзуо Такэути. По данным на 2009 год, компания находится в числе пяти ведущих издателей эротической манги наряду с Core Magazine, Akane Shinsha, TI Net и Kubo Shoten.

## Журналы

### 2D Dream Magazine
2D Dream Magazine (яп. 二次元ドリームマガジン) — журнал для мужчин, созданный в 2001 году как приложение к журналу PC-DIY. Стал самостоятельным изданием в 2004 году.

### Comic Unreal
Comic Unreal (яп. コミックアンリアル) — журнал порнографической манги, выходящий с 2006 года.

### Slave Heroines
Touki Ryoujoku (яп. 闘姫陵辱) — ежемесячная антология порнографической манги, публиковавшаяся с августа 2004 до марта 2008 года. С апреля 2008 г. выходит под новым названием — Slave Heroines (яп. スレイブヒロインズ).

### Comic Valkyrie
Comic Valkyrie (яп. コミックヴァルキリー комикку варукири, «Валькирия») — журнал научно-фантастической и фэнтези сэйнэн-манги. Выходит с июня 2006 года. В 2007 году началась публикация приложения Comic Valkyrie Hard. Ранее выходил раз в два месяца, пока не перешёл на ежемесячную публикацию, начиная с 30-го тома 27 мая 2011 года. Однако после выхода 34-го тома 27 сентября 2011 года он вернулся к выпуску раз в два месяца. Манга из Comic Valkyrie затем выходит отдельными томами под лейблом Valkyrie Comics.
Последний выпуск (40-й том) был опубликован 27 сентября 2012 года, прежде чем издательство перешло на бесплатную онлайн-публикацию на своём веб-сайте, а полные тома и главы доступны в онлайн-сервисе Nico Nico Seiga.
Когда журнал был запущен, на Anime News Network его охарактеризовали как «боевой журнал бисёдзё», отражающий большую долю историй о привлекательных молодых женщинах, участвующих в приключениях или сражениях в футуристических или фэнтезийных декорациях.
| - Asura Cryin' - Tentacle Princess - Rose × Marie - Freezing - Onihime VS - Phantom King - Evolcure Care - Wrestle! Idol - CROSS ANGELUS - Mitsurugi Haruka KikiIppai! - Justice Research Group Serenade - Tarot Maiden Kisara |  | - Tatakau Onna no Ko-tachi - Susume! Kaijin Club - Robo Musume Janshi SuchiPai - KITE Liberator - MikoTama - BLANGEL - Nekomimi Gakuen Yorozuya - Endless Eden - Infinity Blade - Dual Soul One Body - GUNNER QUEEN - Mugen Senshi Valis |